# راؤول مارتينيز (ملاكم)
راؤول مارتينيز (بالإنجليزية: Raúl Martínez)‏ (21 يناير 1982 - ) هو ملاكم أمريكي، صنّف ضمن فئة وزن الذبابة الممتاز ‏.

## روابط خارجية
- راؤول مارتينيز على موقع بوكس ريك (الإنجليزية) (registration required)